# Dunster (Canada)
Pour les articles homonymes, voir Dunster.
Dunster est une communauté de la Colombie-Britannique située dans le District régional de Fraser-Fort George.